# Пометун, Григорий Константинович
Григорий Константинович Пометун (15 мая 1930, Ильинка — 17 июля 2019) — советский металлург, Герой Социалистического Труда.

## Биография
Родился 5 мая 1930 года в Ильинке Криничанского района. В молодости часто помогал деду работать в кузнице.
В 1948 году окончил ремесленное училище в городе Днепродзержинске. С 1948 года работал на заводе «Запорожсталь» подручным сталевара. Первую самостоятельную плавку провёл в 19 лет. В 1951 году возглавил молодёжную бригаду печи № 7 «Запорожстали». В 1953 году во время съёмок в Запорожье фильма «Весна на Заречной улице» обучал работе сталевара актёра Николая Рыбникова в течение 10 дней. Считается прототипом сталевара Саши Савченко,  умело применяя кислород для интенсификации процесса плавки и удлиняя межремонтный период работы мартеновских печей, намного увеличил выпуск стали. 
Указом Президиума Верховного Совета СССР от 19 июля 1958 года присвоено звание Героя Социалистического Труда с вручением ордена Ленина и золотой медали «Серп и Молот». Был одним из самых молодых Героев Социалистического Труда.
В 1958—1983 годах работал старшим мастером и плавильным мастером на «Запорожстали». Во время работы в цеху являлся наставником для молодого поколения сталеваров. С 1983 по 1993 годы работал мастером наставником производственного обучения в СПТУ-6 города Запорожье. С 1993 по 2013 годы — наставник-организатор профориентационной работы. С 1989 по 1991 годы — народный депутат СССР от Всесоюзного общества ветеранов войны и труда. Член КПСС. В политике придерживался левых взглядов.
После съёмок фильма «Весна на Заречной улице» Григорий Пометун часто встречался с Николаем Рыбниковым. Актёр каждый год приезжал на День металлурга в Запорожье.
Скончался на 90-м году жизни 17 июля 2019 года.